# Аиолокарии
Аиолокарии (лат. Aiolocaria) — род божьих коровок из подсемейства Coccinellinae.

## Описание
Коровки средних размеров, обычно более 10 мм. Эпиплевры надкрылий очень широкие, почти равны половине ширины заднегруди.

## Систематика
В составе рода:
- Aiolocaria berezovskii
- Aiolocaria degenerata
- Aiolocaria dodecaspilota
- Aiolocaria hexaspilota
- Aiolocaria lugubris
- Aiolocaria mirabilis
- Aiolocaria nexaspilota